# Жьер
Жьер (фр. Gières) — коммуна во Франции, находится в регионе Рона — Альпы. Департамент коммуны — Изер. Входит в состав кантона Сен-Мартен-д’Эр. Округ коммуны — Гренобль.
Код INSEE коммуны — 38179. Население коммуны на 2012 год составляло 6200 человек. Населённый пункт находится на высоте от 205 до 660 метров над уровнем моря. Муниципалитет расположен на расстоянии около 490 км юго-восточнее Парижа, 100 км юго-восточнее Лиона, 6 км восточнее Гренобля. Мэр коммуны — Пьер Верри, мандат действует на протяжении 2014—2020 годов.
Динамика населения (INSEE):